# Wuriupranili
Dans la mythologie aborigène, Wuriupranili est une déesse solaire qui porte la torche qu'est le soleil.  Le soir, elle plonge sa torche dans l'océan à l'ouest, puis se sert de ses braises pour trouver son chemin en dessous de la terre, et émerger de l'océan au petit matin, à l'est.
La légende dit que les couleurs du crépuscule et de l'aube proviennent de la peinture ocre recouvrant le corps de Wuriupranili.

## À voir aussi
- Gnowee